# NGC 100
NGC 100 é uma galáxia espiral (Sc) localizada na direcção da constelação de Pisces. Possui uma declinação de +16° 29' 11" e uma ascensão recta de 0 horas, 24 minutos e 02,6 segundos.
A galáxia NGC 100 foi descoberta em 10 de Novembro de 1885 por Lewis A. Swift.